# Amelia Rosselli
Amelia Rosselli (Parigi, 28 marzo 1930 – Roma, 11 febbraio 1996) è stata una poetessa, organista ed etnomusicologa italiana che ha fatto parte della "generazione degli anni trenta", insieme ad alcuni dei più conosciuti nomi della letteratura italiana.
(Amelia Rosselli, Una scrittura plurale, a cura di F. Caputo, Novara, Interlinea, 2004)
(Amelia Rosselli, My Clothes to the Wind, in Primi scritti 1952-1963, Milano, Guanda, 1980)

## Biografia

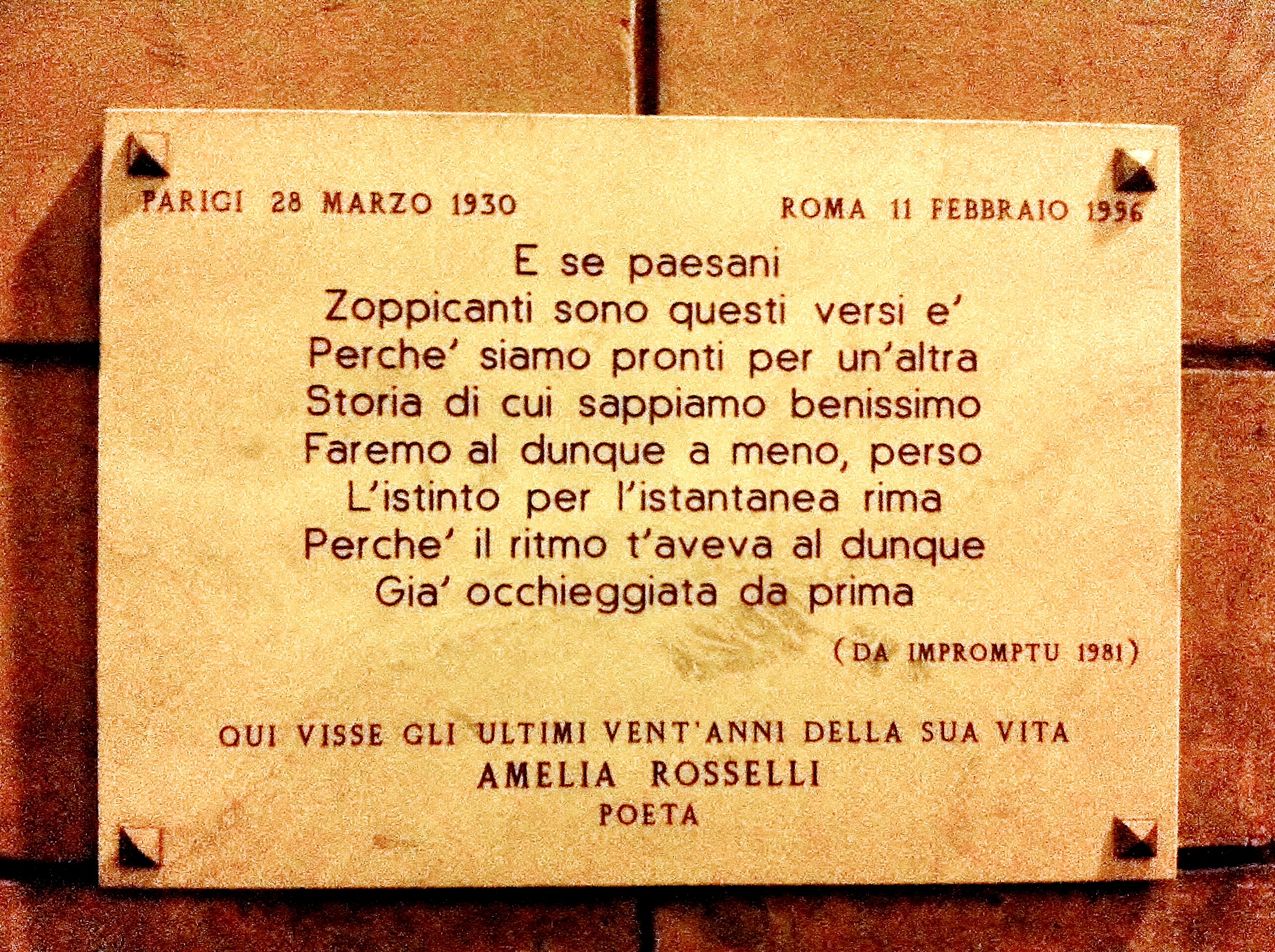
Targa dedicata alla poetessa presso l'abitazione romana di via del Corallo, nel rione Parione, dove trascorse gli ultimi vent'anni della sua vita, e dove morì suicida nel 1996

Amelia Rosselli nacque a Parigi, figlia dell'esule antifascista Carlo Rosselli, teorico del Socialismo Liberale, e di Marion Catherine Cave, nata in Inghilterra e attivista del partito laburista britannico, e sorella del musicologo John Rosselli. Nel 1940, dopo l'assassinio del padre Carlo e dello zio Nello Rosselli, ordinato da Mussolini e Ciano, da parte delle milizie fasciste (cagoulards) in Francia (1937), andò in esilio con la famiglia, esperienza che determinò il carattere apolide e insieme personalissimo della sua opera.
Amelia Rosselli si trasferì dapprima in Svizzera e quindi negli Stati Uniti. Compì all'estero (senza regolarità) studi letterari, filosofici e musicali, ultimandoli in Inghilterra, poiché in Italia, dove era tornata nel 1946, non le poterono essere riconosciuti.
Negli anni quaranta e cinquanta si occupò di teoria musicale, etnomusicologia e composizione, trasponendo le sue ricerche in alcuni saggi. Nel 1948 cominciò a lavorare come traduttrice dall'inglese per alcune case editrici di Firenze e Roma e per la Rai; nel frattempo continuò a dedicarsi a studi letterari e filosofici. In questi anni frequentò gli ambienti letterari romani (tramite gli amici Carlo Levi e Rocco Scotellaro, conosciuto nel 1950) e gli artisti che avrebbero successivamente dato vita all'avanguardia del Gruppo 63.
Negli anni sessanta si iscrisse al PCI e iniziò a pubblicare i suoi testi principalmente su riviste, attirando l'attenzione di Zanzotto, Raboni e Pasolini.

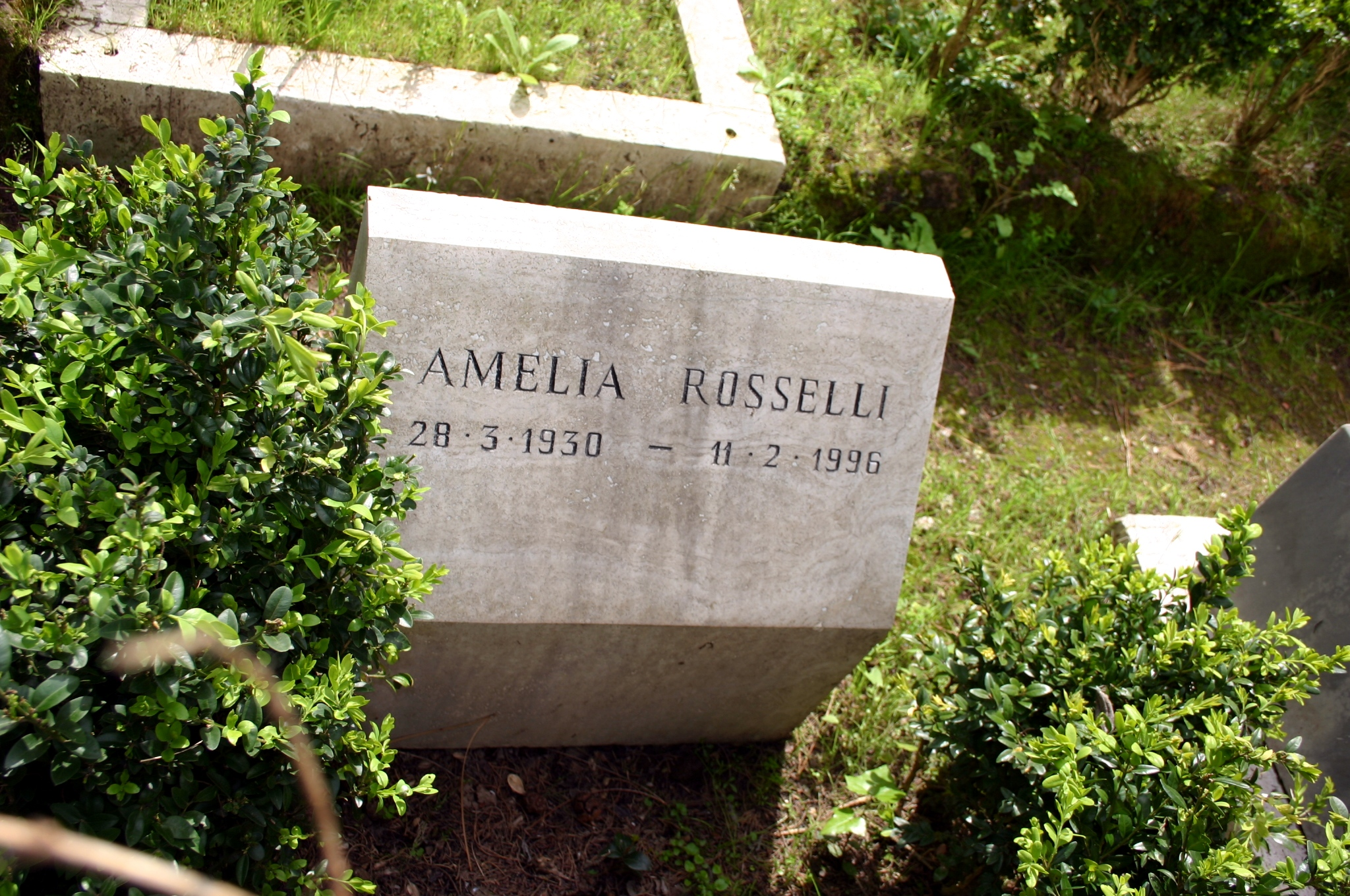
La tomba di Amelia Rosselli al cimitero acattolico di Roma

Nel 1963 ventiquattro sue poesie furono pubblicate in Il Menabò. L'anno successivo uscì la sua prima raccolta di versi, Variazioni belliche, edita da Garzanti, e nel 1969 la raccolta Serie ospedaliera, comprensiva del poemetto di difficile gestazione e inedito La Libellula. Nel 1966 iniziò a pubblicare numerose recensioni letterarie su giornali come Paese Sera e L'Unità. Nel 1981 uscì Impromptu, un lungo poema diviso in tredici sezioni, e nel 1983 Appunti sparsi e persi, scritti tra il 1966 e il 1977. Notevole anche la sua ricerca plurilinguistica in poesia (poesie e prose giovanili in francese e in inglese, la successiva raccolta in inglese Sleep). Alcune prose italiane, autobiografiche, di vari periodi, furono raccolte e pubblicate nel 1990, con il titolo Diario ottuso.
La morte della madre (avvenuta nel 1949) e altre drammatiche vicende biografiche le causarono ricorrenti esaurimenti nervosi. Non accettò mai la diagnosi di schizofrenia paranoide che le venne fornita da cliniche svizzere e inglesi, ma parlò per lo più di lesioni al sistema extrapiramidale, connesse alla malattia di Parkinson, il cui esordio si manifestò già a 39 anni.
È rimasta una figura di scrittrice unica per il suo plurilinguismo e per il tentativo di fondere l'uso della lingua con l'universalismo della musica. Ha vissuto gli ultimi anni della sua vita a Roma, nella sua casa di via del Corallo, dove è morta suicida l'11 febbraio 1996 per cause connesse a una grave depressione. La data del suicidio segna forse volontariamente un nesso indelebile con quella di Sylvia Plath, autrice che la Rosselli tradusse e amò, dedicandole anche diverse pagine critiche. Il suo archivio, insieme a molti suoi disegni, sono conservati presso il Centro per gli studi sulla tradizione manoscritta di autori moderni e contemporanei dell’Università di Pavia.

## Dichiarazione di poetica
Ed è con queste preoccupazioni ch'io mi misi ad un certo punto della mia adolescenza a cercare le forme universali [questa la classificazione considerata dalla Rosselli: lettera, sillaba, parola, frase, periodo]. […] Premettevo che il discorso intero indicasse il pensiero stesso, e cioè che la frase (con tutti i suoi coloriti funzionali) fosse una idea divenuta un poco più complessa e maneggiabile, e che il periodo fosse l'esposizione logica di una idea non statica come quella materializzatasi nella parola, ma piuttosto dinamica e «in divenire» e spesso anche inconscia.[…]
Più tardi presi ad osservare il mutare di questo delirio o rullo nel mio pensiero a seconda della situazione che il mio cervello affrontava ad ogni cantonata della vita, ad ogni spostamento spaziale o temporale della mia quotidiana pratica esperienza. […] 
[In seguito] Nello stendere il primo rigo del poema fissavo definitivamente la larghezza del quadro insieme spaziale e temporale; i versi susseguenti dovevano adattarsi ad egual misura, a identica formulazione. […]
Interrompevo il poema quando era esaurita la forza psichica e significativa che mi spingeva a scrivere; cioè l'idea o l'esperienza o il ricordo o la fantasia che smuovevano il senso e la spazio. […] E infatti l'idea era logica; ma lo spazio non era infinito, bensì prestabilito, come se comprimesse l'idea o l'esperienza o il ricordo […].
La realtà è così pesante che la mano si stanca, e nessuna forma la può contenere. La memoria corre allora alle più fantastiche imprese (spazi versi rime tempi).»
(da Amelia Rosselli, Spazi metrici [1962], in Antologia poetica, Milano, Garzanti, 1987)

## Opere

### Poesia
- Variazioni belliche, Milano, Garzanti, 1964; Roma, Fondazione Piazzolla, 1995, a cura di Plinio Perilli, prefazione di Pier Paolo Pasolini.
- Serie ospedaliera, Milano, Il Saggiatore, 1969.
- Documento (1966-1973), Milano, Garzanti, 1976.
- Primi scritti 1952-1963, Milano, Guanda, 1980.
- Impromptu, introduzione di Giovanni Giudici, Genova, Edizioni San Marco dei Giustiniani, 1981, 2003; Roma, C. Mancosu, 1993. Un'edizione riveduta dall'autrice (con traduzione francese di Jean-Charles Vegliante) è apparsa a Parigi, Tour de Babel, 1987 (ISBN 2-9501979-0-6).
- Appunti sparsi e persi, 1966-1977. Poesie, Reggio Emilia, Aelia Laelia, 1983.
- La libellula, Milano, SE, 1985; Milano, SE, 1996, con uno scritto di Pier Paolo Pasolini.
- Antologia poetica, a cura di Giacinto Spagnoletti, con un saggio di Giovanni Giudici, Milano, Garzanti, 1987.
- Sonno-Sleep (1953-1966), testo originale a fronte, traduzioni di Antonio Porta, Roma, Rossi & Spera, 1989; Genova, S. Marco dei Giustiniani, 2003.
- Sleep. Poesie in inglese, testo originale a fronte, traduzione e postfazione di Emmanuela Tandello, Milano, Garzanti, 1992. ISBN 88-11-63687-6.
- Le poesie, a cura di Emmanuela Tandello, prefazione di Giovanni Giudici, Milano, Garzanti, 1997. ISBN 88-11-66924-3.
- Appunti sparsi e persi. 1966-1977, Roma, Empiria, 1997.
- La furia dei venti contrari. Variazioni. Con testi inediti e dispersi dell'autrice, a cura di Andrea Cortellessa, Firenze, Le lettere, 2007.
- La libellula e altri scritti, Milano, SE, 2010 (oltre al poema La libellula, contiene trentuno poesie del 1963-1965 tratte da Serie ospedaliera e alcuni scritti autobiografici, tra cui Diario ottuso)
- L'opera poetica, a cura di Stefano Giovannuzzi, introduzione di Emanuela Tandello, Milano, "I Meridiani" Mondadori, 2012. ISBN 978-88-04-60485-3
- October Elizabethans, testo originale a fronte, traduzione di Emmanuela Tandello, Genova, S. Marco dei Giustiniani, 2015

### Prosa
- Diario ottuso. 1954-1968, Roma, IBN, 1990; Roma, Empiria, 1996, prefazione di Alfonso Berardinelli, con una nota di Daniela Attanasio (contiene: Prime Prose Italiane, 1954; Nota, 1967-68; Diario ottuso, 1968; Esperimenti Narrativi e introspettivi

### Saggi
- Una scrittura plurale. Saggi e interventi critici, a cura di Francesca Caputo, Novara, Interlinea, 2004. ISBN 88-8212-184-4

### Lettere
- Lettere a Pasolini 1962-1969, a cura di Stefano Giovannuzzi, Genova, S. Marco dei Giustiniani, 2008
- Due parole per chiederti notizie. Lettere (inedite) a David Tudor, a cura di Roberto Gigliucci, introduzione di Emmanuela Tandello, Genova, S. Marco dei Giustiniani, 2015

### Conversazioni e interviste
- È vostra la vita che ho perso. Conversazioni e interviste 1964-1995, a cura di Monica Venturini e Silvia De March, prefazione di Laura Barile, Firenze, Le Lettere, 2010. ISBN 978-88-6087-318-7
- Neoavanguardia e dintorni (con Edoardo Sanguineti e Elio Pagliarani), Palermo, Palumbo, 2004. ISBN 88-8020-544-7 [VHS]
- Roberta Pintor, Intervista ad Amelia Rosselli, su youtube.com, RAI, 1991. URL consultato il 7 giugno 2023.